# Richard Dörnke

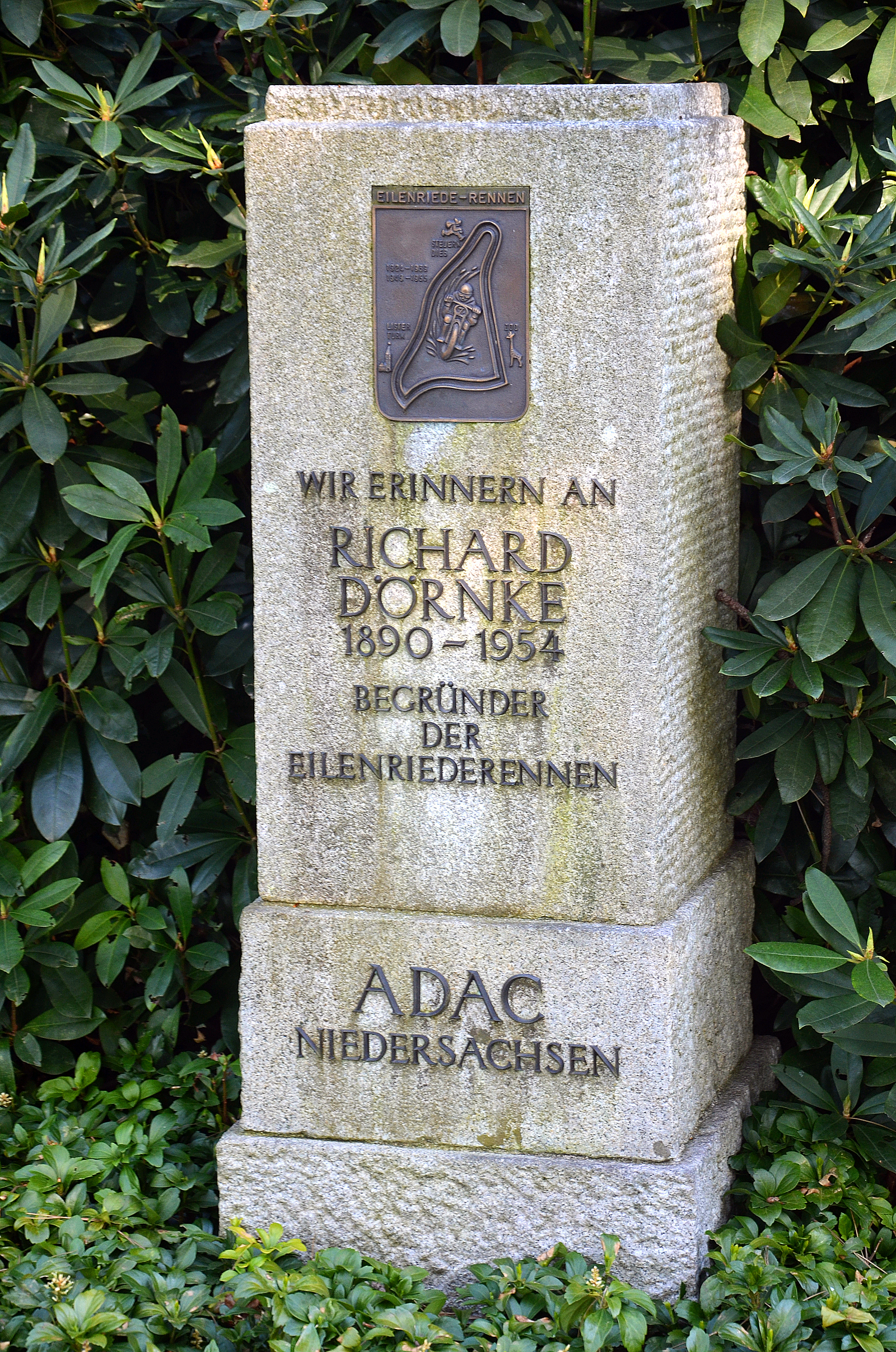
Gedenkstein für Richard Dörnke vom ADAC Niedersachsen auf dem Stadtfriedhof Stöcken in Hannover, Abteilung A 25

Richard Dörnke (* 1890; † 8. August 1954 in Hannover) war ein deutscher Papier-Großhändler, Sportfunktionär und Begründer des Eilenriederennens.

## Leben
Geboren noch zur Gründerzeit des Deutschen Kaiserreichs, verfügte der Papiergroßhändler Richard Dörnke nach dem Ersten Weltkrieg als Sportleiter, Veranstalter und Sportkommissar über gute Beziehungen zum hannoverschen Stadtdirektor, dem Polizeipräsidenten Hannover und zu den Abgeordneten des hannoverschen Rathauses. Dennoch musste er – der Gau-Leiter des Motorrad-Clubs Niedersachsen (MCN), der vom ADAC Niedsachsen zu Beginn der Weimarer Republik gegründet worden war und bereits 1923 über dreihundert Mitglieder zählte – ein Jahr lang um die Verwirklichung seiner Vision kämpfen, 1924 das erste Eilenriederennen und das seinerzeit zugleich größte Sportspektakel Hannovers auszurichten.
1952 berichtete das Nachrichtenmagazin Der Spiegel über den ADAC-Sportleiter und dessen „[...] Dörnkesche Konsequenz“, bei den 20 zum Start ausgeschriebenen Plätzen und dem vom Veranstalter zu zahlenden Startgeld keine Unterschiede zu machen zwischen Werksfahrern und Privatfahrern.
Nachdem Dörnke am 8. August 1954 kurz vor dem Start des von ihm vorbereiteten Eilenriederennens starb, starteten die 125-cm³-Motorräder zum „Richard-Dörnke-Gedächtnislauf“, der zugleich auch zum letzten und Sieg-Rennen des Weltmeisters Rupert Hollaus werden sollte. Rund 400 Trauernde und Wegbegleiter Dörnkes begleiteten diesen auf seiner letzten Fahrt zu seinem Grabmal, das später eingeebnet wurde. Anfang der 1990er Jahre errichtete der ADAC Niedersachsen zu Dörkes Ehren einen Gedenkstein auf dem Stöckener Friedhof in der Abteilung A 25, am großen Teich nahe dem Ehrengrab des Gartenkünstlers Julius Trip, der diesen Teil des Friedhofes im Stil eines Englischen Landschaftsgartens gestaltet hatte.